# Arcidiocesi di Rio de Janeiro

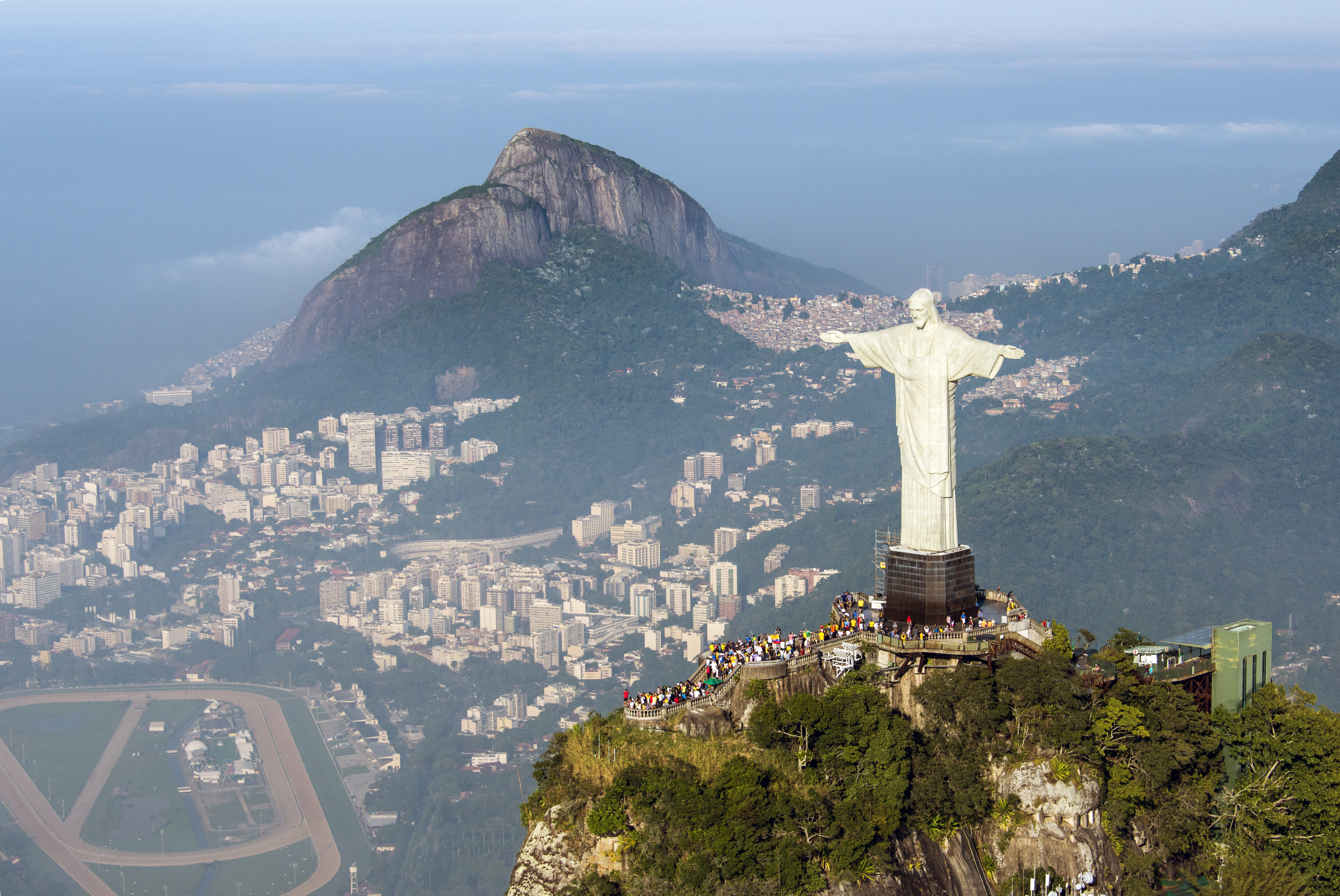
La statua del Cristo Redentore del Corcovado che sovrasta la città di Rio de Janeiro.

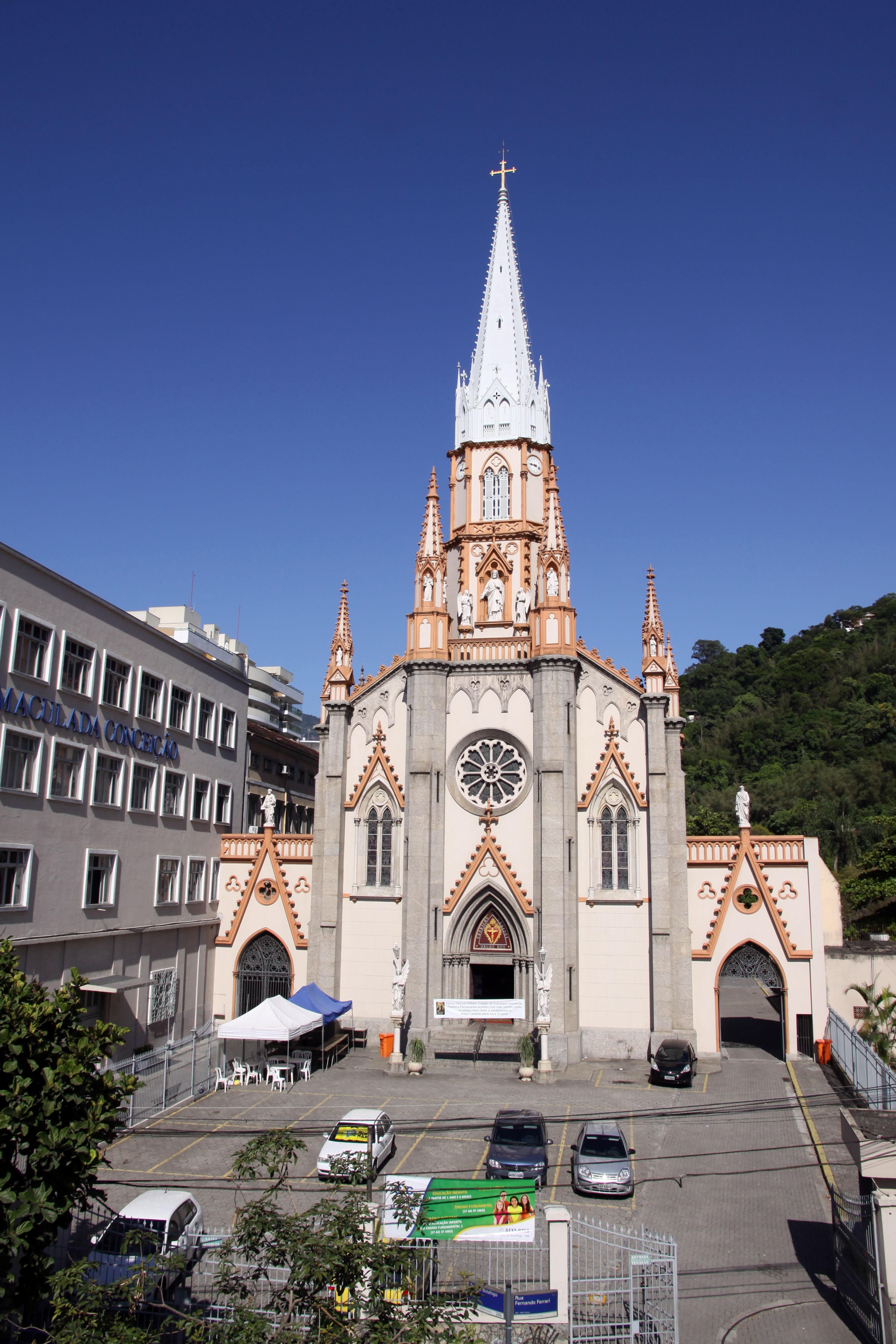
La basilica dell'Immacolata Concezione.

L'arcidiocesi di Rio de Janeiro, ufficialmente arcidiocesi di San Sebastiano di Rio de Janeiro (in latino: Archidioecesis Sancti Sebastiani Fluminis Ianuarii), è una sede metropolitana della Chiesa cattolica in Brasile. Nel 2022 contava 3.461.716 battezzati su 6.775.561 abitanti. È retta dall'arcivescovo cardinale Orani João Tempesta, O.Cist.

## Territorio
L'arcidiocesi è situata nello Stato brasiliano di Rio de Janeiro ed estende la sua giurisdizione sulla sua capitale, Rio de Janeiro, dove si trova la cattedrale di San Sebastiano. Nel territorio sorgono anche cinque basiliche minori: Immacolata Concezione, Nostra Signora di Lourdes, Santa Teresa del Bambin Gesù, San Sebastiano e Cuore Immacolato di Maria; e due santuari arcidiocesani: il santuario di Nostra Signora della Grazia della Medaglia Miracolosa e il santuario Cristo Redentore del Corcovado.
Il territorio si estende su 1.200 km² ed è suddiviso in 280 parrocchie, raggruppate in sette vicariati: urbano, suburbano, nord, est, sud, Jacarepaguá e Leopoldina.

### Provincia ecclesiastica
La provincia ecclesiastica di Rio de Janeiro, istituita nel 1892, comprende le seguenti suffraganee:
- diocesi di Barra do Piraí-Volta Redonda,
- diocesi di Duque de Caxias,
- diocesi di Itaguaí,
- diocesi di Nova Iguaçu,
- diocesi di Valença.

## Storia
La prelatura territoriale di São Sebastião do Rio de Janeiro fu eretta il 19 luglio 1575 con la bolla In supereminenti militantis Ecclesiae di papa Gregorio XIII, ricavandone il territorio dalla diocesi di San Salvador di Bahia (oggi arcidiocesi). Originariamente era suffraganea del patriarcato di Lisbona.
Il 16 novembre 1676 la prelatura territoriale fu elevata a diocesi con la bolla Romani Pontificis di papa Innocenzo XI ed entrò a far parte della provincia ecclesiastica dell'arcidiocesi di San Salvador di Bahia.
Il 6 dicembre 1745 cedette porzioni del suo territorio a vantaggio dell'erezione delle prelature territoriali di Cuiabá (oggi arcidiocesi) e di Goiás (oggi diocesi) e delle diocesi di Mariana e di San Paolo (oggi entrambe arcidiocesi).
Il 7 maggio 1848 cedette un'altra porzione di territorio a vantaggio dell'erezione della diocesi di São Pedro do Rio Grande do Sul (oggi arcidiocesi di Porto Alegre).
Il 27 aprile 1892 ha ceduto un'ulteriore porzione di territorio a vantaggio dell'erezione delle diocesi di Niterói e di Curitiba (oggi entrambe arcidiocesi) e contestualmente è stata elevata al rango di arcidiocesi metropolitana con la bolla Ad universas orbis Ecclesias di papa Leone XIII.
Il 6 luglio 1897 cedette le città di Santo Antônio de Carangola (oggi Porciúncula) e Petrópolis alla diocesi di Niterói e la porzione del territorio nello stato di Minas Gerais alla diocesi di Mariana.
Nel 1905 l'arcivescovo Joaquim Arcoverde de Albuquerque Cavalcanti divenne il primo cardinale brasiliano.
Il 15 agosto 1907 ha ceduto ancora una porzione territorio a vantaggio dell'erezione dell'abbazia territoriale di Nossa Senhora do Monserrate do Rio de Janeiro, che il 6 maggio 2003 è stata soppressa, incorporandone il territorio nella stessa arcidiocesi di Rio de Janeiro.
Dal 25 luglio al 4 agosto 1955 si è svolta a Rio de Janeiro la I assemblea plenaria del Consiglio episcopale latinoamericano.

## Cronotassi dei prelati, vescovi e arcivescovi
Si omettono i periodi di sede vacante non superiori ai 2 anni o non storicamente accertati.
- Bartolomeu Simões Pereira † (11 maggio 1577 - 1591 dimesso)
- João da Costa † (1603 - 1606 deceduto)
- Bartholomeu Lagarto † (1606 - 1606 deceduto)
- Mateus da Costa Aborim † (24 gennaio 1606 - 1629 deceduto)
- Máximo de São João Pereira, O.S.B. † (13 luglio 1629 - 1629 deceduto)
- Pedro Homem Albernaz † (24 gennaio 1630 - 1631 dimesso)
- Lourenço de Mendonça † (22 luglio 1631 - 1637 dimesso)
- Pedro Homem Albernaz † (1639 - 1643 deceduto) (per la seconda volta)
- Antônio de Marins Loureiro † (8 ottobre 1643 - 1657 deceduto)
- Manoel de Souza e Almada † (12 dicembre 1658 - 1673 deceduto)
- Manuel Pessoa de Figueiredo † (15 febbraio 1673 - 28 agosto 1673 deceduto)
- Manuel Pereira, O.P. † (16 novembre 1676 - 1680 dimesso)
- José de Barros Alarcão † (19 agosto 1680 - 6 aprile 1700 deceduto)
- Francisco de São Jerõnimo de Andrade, C.R.S.J.E. † (8 agosto 1701 - 7 marzo 1721 deceduto)
- Antônio de Guadalupe, O.F.M. † (21 febbraio 1725 - 31 agosto 1740 deceduto)
- João da Cruz Salgado de Castilho, O.C.D. † (19 dicembre 1740 - 4 dicembre 1745 dimesso)
- Antônio de Nossa Senhora do Desterro Malheiro, O.S.B. † (15 dicembre 1745 - 5 dicembre 1773 deceduto)
- José Joaquim Justiniano Mascarenhas Castello Branco † (20 dicembre 1773 succeduto[9] - 28 gennaio 1805 deceduto)
- José Caetano da Silva Coutinho † (26 agosto 1806 - 27 gennaio 1833 deceduto)
  - Sede vacante (1833-1839)
- Manoel de Monte Rodrigues de Araújo † (23 dicembre 1839 - 11 giugno 1863 deceduto)
  - Sede vacante (1863-1868)
- Pedro Maria de Lacerda † (24 settembre 1868 - 12 novembre 1890 deceduto)
- José Pereira da Silva Barros † (12 maggio 1891 - 1º settembre 1893 dimesso[10])
- João Fernando Santiago Esberard (Esberrard) † (12 settembre 1893 - 22 gennaio 1897 deceduto)
- Joaquim Arcoverde de Albuquerque Cavalcanti † (31 agosto 1897 - 18 aprile 1930 deceduto)
- Sebastião Leme da Silveira Cintra † (18 aprile 1930 succeduto - 17 ottobre 1942 deceduto)
- Jaime de Barros Câmara † (3 luglio 1943 - 18 febbraio 1971 deceduto)
- Eugênio de Araújo Sales † (13 marzo 1971 - 25 luglio 2001 ritirato)
- Eusébio Oscar Scheid, S.C.I. † (25 luglio 2001 - 27 febbraio 2009 ritirato)
- Orani João Tempesta, O.Cist., dal 27 febbraio 2009

## Statistiche
L'arcidiocesi nel 2022 su una popolazione di 6.775.561 persone contava 3.461.716 battezzati, corrispondenti al 51,1% del totale.
| anno | popolazione | popolazione | popolazione | presbiteri | presbiteri | presbiteri | presbiteri                | diaconi | religiosi | religiosi | parrocchie |
| anno | battezzati  | totale      | %           | numero     | secolari   | regolari   | battezzati per presbitero | diaconi | uomini    | donne     | parrocchie |
| ---- | ----------- | ----------- | ----------- | ---------- | ---------- | ---------- | ------------------------- | ------- | --------- | --------- | ---------- |
| 1950 | 1.400.000   | 2.000.000   | 70,0        | 536        | 250        | 286        | 2.611                     |         | 414       | 2.205     | 105        |
| 1962 | 2.800.000   | 3.500.000   | 80,0        | 669        | 264        | 405        | 4.185                     |         | 523       | 2.453     | 138        |
| 1970 | 3.400.122   | 4.651.669   | 73,1        | 646        | 237        | 409        | 5.263                     |         | 519       | 2.950     | 194        |
| 1976 | 3.684.200   | 4.251.918   | 86,6        | 832        | 271        | 561        | 4.428                     | 1       | 665       | 2.467     | 198        |
| 1980 | 4.790.219   | 5.443.431   | 88,0        | 640        | 255        | 385        | 7.484                     | 3       | 554       | 1.999     | 208        |
| 1990 | 4.945.000   | 6.097.000   | 81,1        | 582        | 252        | 330        | 8.496                     | 10      | 426       | 1.991     | 226        |
| 1999 | 4.491.000   | 5.677.000   | 79,1        | 575        | 277        | 298        | 7.810                     | 33      | 365       | 1.634     | 238        |
| 2000 | 3.880.074   | 5.598.953   | 69,3        | 563        | 285        | 278        | 6.891                     | 33      | 384       | 1.260     | 240        |
| 2001 | 3.880.012   | 5.598.863   | 69,3        | 559        | 274        | 285        | 6.940                     | 35      | 371       | 1.299     | 241        |
| 2002 | 4.041.954   | 5.857.904   | 69,0        | 613        | 298        | 315        | 6.593                     | 33      | 411       | 1.228     | 242        |
| 2003 | 4.059.527   | 5.857.904   | 69,3        | 582        | 318        | 264        | 6.975                     | 34      | 361       | 1.214     | 242        |
| 2004 | 3.556.095   | 5.857.895   | 60,7        | 592        | 314        | 278        | 6.006                     | 42      | 384       | 1.117     | 246        |
| 2010 | 3.737.000   | 6.158.000   | 60,7        | 602        | 323        | 279        | 6.207                     | 124     | 390       | 654       | 252        |
| 2014 | 3.870.000   | 6.033.000   | 64,1        | 579        | 334        | 245        | 6.683                     | 168     | 334       | 1.024     | 265        |
| 2017 | 3.320.334   | 6.498.837   | 51,1        | 598        | 351        | 247        | 5.552                     | 202     | 326       | 670       | 267        |
| 2020 | 3.432.768   | 6.718.903   | 51,1        | 630        | 403        | 227        | 5.448                     | 242     | 298       | 580       | 273        |
| 2022 | 3.461.716   | 6.775.561   | 51,1        | 630        | 408        | 222        | 5.494                     | 271     | 296       | 544       | 280        |